# Айдънкьол
Айдънкьол (Боджантекул) (на китайски: 艾丁湖; на пинин: Àidīng hú; на уйгурски: ئايدىڭكۆل) е езеро солончак в Северозападен Китай, в Синдзян-уйгурския автономен регион с площ около 400 km².
Езерото солончак Айдънкьол е разположено в най-ниската, централна част на Турфанската падина, на -154 m н.в. (3-тата най-ниска след Мъртво море и Асал падина в света). Има почти овална форма с дължина 35 – 37 km и ширина 10 – 12 km. Езерото се напълва с вода само през зимата, когато се отварят шлюзовете и изтичат водите на широко разпространените в Турфанската падина малки язовири, т.нар. „кирязи“. По същото време до езерото достигат и водите на пресъхващата през лятото основна река в падината – Алгой, водата на която се отличава с най-голямата в Централна Азия минерализация (190 – 200 гр/л).